# Keri Fyr
Keri Fyr (estisk: Keri tuletorn; i ældre kilder på svensk: Fyrtornet på Kockskär) er et fyrtårn på den estiske ø Keri i Den Finske Bugt. Det første fyrtårn på øen opførtes i 1724.
Fyrtårnets hvide fundament er 15 meter højt og opførtes i mursten i 1803, på hvilket der oprindeligt stod et tårn opført i træ. Trætornet stod frem til 1854, hvor det blev revet ned. Det nuværende mørkerøde tårn opførtes 1854, og er et 16 meter højt og rundt tårn i støbejern med lanterne og galleri. Fyrtårnet er 31 meter højt, lyskilden sidder 31 m.o.h. og lyser hvidt i to sekunder med 15 sekunders pause. Lyssignalet er synligt på 11 sømils afstand. Fyrtårnet er tændt hele året døgnet rundt i mørkeperioder. I 2003 udgav Eesti Post et frimærke med Keri Fyr som motiv.